# Mario Oehlschläger
Mario Oehlschläger (* 11. Dezember 1895 in Mailand; † 5. September 1978 in Ihlienworth) war ein deutscher Maler. Er ist vor allem bekannt für seine Landschaftsgemälde mit Motiven aus der Region um die Wingst, wo er den größten Teil seines Lebens verbrachte.

## Leben und Wirken
Mario Oehlschläger wurde 1895 als Sohn des Tänzers Alfredo Mariani und der Apothekerstochter und weltweit bekannten Primaballerina Edwiga Gantenberg in Mailand geboren. Nachdem seine Mutter als Tänzerin durch Europa gereist war, zog sie mit ihm nach Hamburg, wo sie als Ballettlehrerin tätig war. Dort heiratete sie den
Ballettmeister Hermann Oehlschläger, der Mario adoptierte und ihm seinen Namen gab.
In Hamburg erlernte er klassischen Tanz. Hier lernte er auch seine spätere Frau Mia Behrens kennen. Mit ihr trat er in den 1920er Jahren in Revuen und Varietés auf. Aus dieser Ehe stammte der 1920 geborene Sohn Mario, der später Maler wurde.
1927 trennte er sich von seiner Frau und gab seine Bühnentätigkeit auf. Er folgte 1928 seiner Mutter in die Wingst, die bereits drei Jahre zuvor dorthin in eine abgeschieden im Wald gelegene Holzhütte ohne Wasser- und Stromanschluss gezogen war. Sie starb 1957 im Alter von 82 Jahren.  Hier widmete er sich ganz der Malerei, mit der er schon in jungen Jahren in Berührung kam. Bereits mit 14 Jahren lernte er den Landschaftsmaler Friedrich Schwinge kennen, der ihn an die Malerei heranführte. Später konnte er dann noch bei den Malern Hans-Joachim Klei
und Arnold Lyongrün seine Fähigkeiten vervollkommnen. In den nächsten 50 Jahren entstanden etwa 4000 Werke vorwiegend Landschaftsgemälde, in denen sich viele Motive aus dem Wingster Wald und vom Balksee wiederfinden. Da er mit seinen Bildern nur wenig Geld verdiente, entstanden diese häufig auf Materialien, die ihm gerade zur Verfügung standen, wie Sperrholz, Leinwand oder auch Pappe. Den Bildern ist auch anzusehen, dass er teils auch mit der Farbe sparsam umgehen musste. Hieraus entwickelte sich sein teils karger aber trotzdem ausdrucksstarker Stil.
Sein Haus im Wald, in Nachbarschaft des ehemaligen Gasthauses Heidekrug, war bei den Wingster Schulklassen ein beliebtes Ausflugsziel. Sie waren durch die dort aufgestellten Kunstwerke beeindruckt. Bei diesen Gelegenheiten erzählte er ihnen dann aus seinem Leben. Auch heute noch wird auf seine Wirkstätte gerne hingewiesen.
Im Frühjahr 1978 zog Mario Oehlschläger in ein Altenheim in Ihlienworth. Dort verstarb er 82-jährig im September desselben Jahres. Er wurde auf dem Friedhof in Wingst-Westerhamm beigesetzt, in dessen Kapelle, dem Bugenhagenhaus, er sich schon als Kirchenmaler betätigt hatte. Das Grab wurde 2025 vom Verein „Rund um die Wingst e.V.“  hergerichtet und erhielt dabei erstmals einen Grabstein.

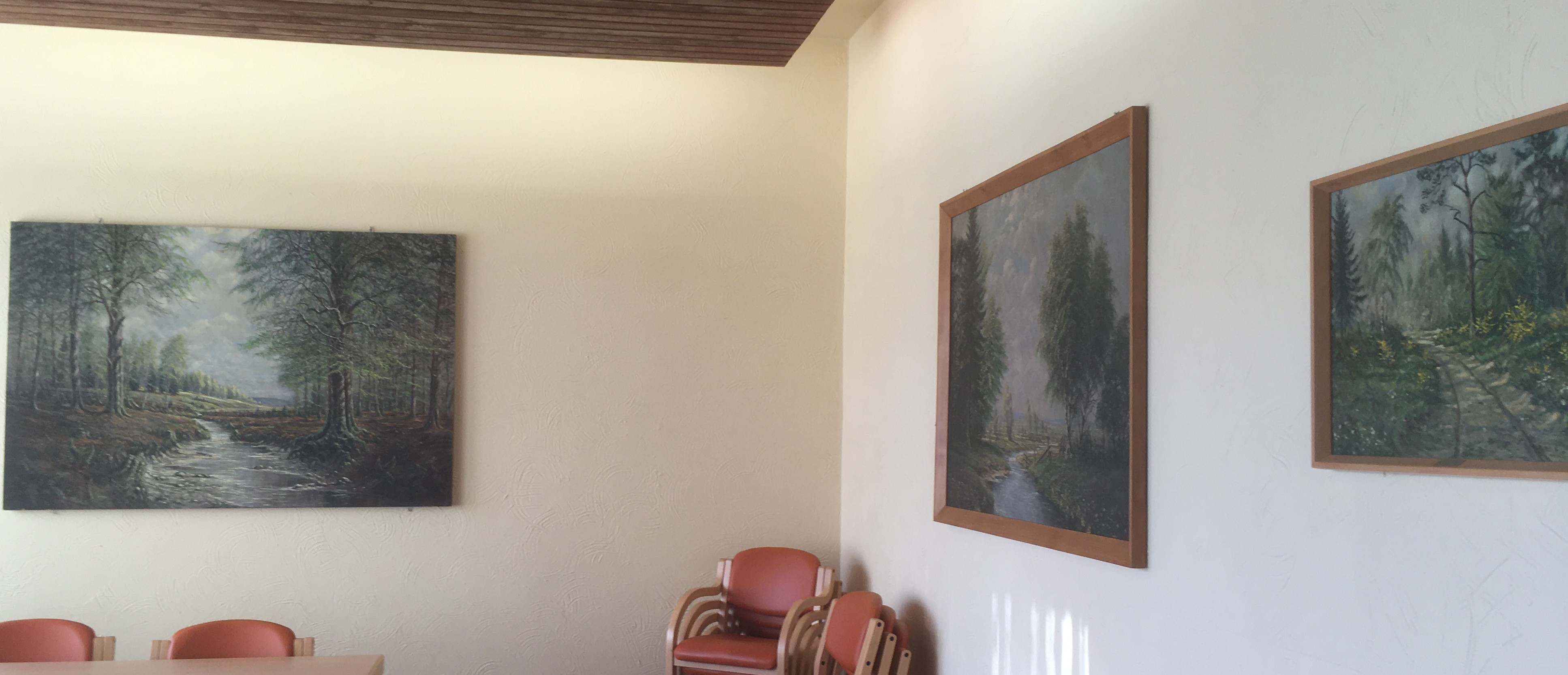
Der Gemeindesaal der Wingst mit Gemälden von Mario Oehlschläger
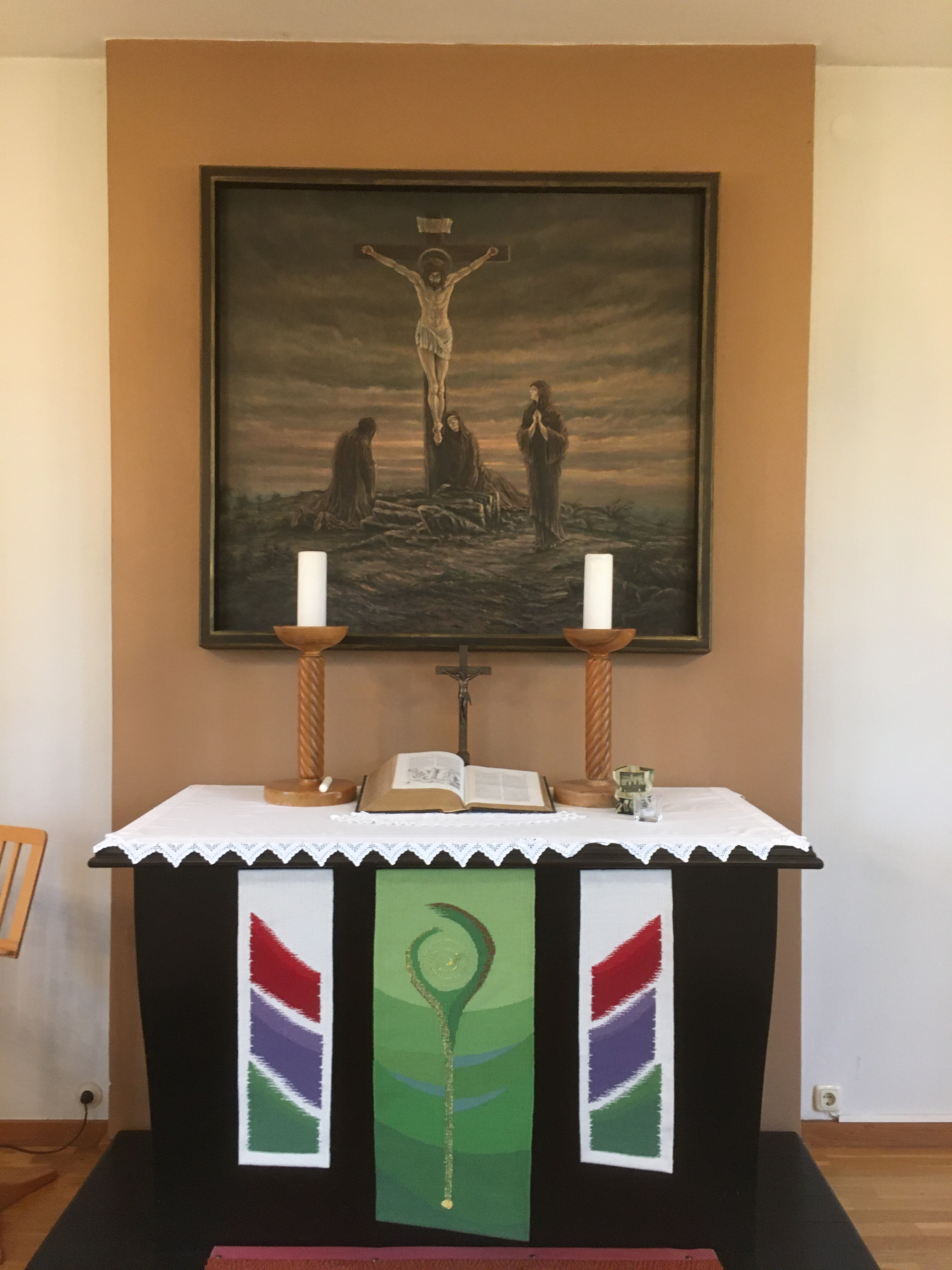
Altar im Bugenhagenhaus mit einem Gemälde von Mario Oehlschläger
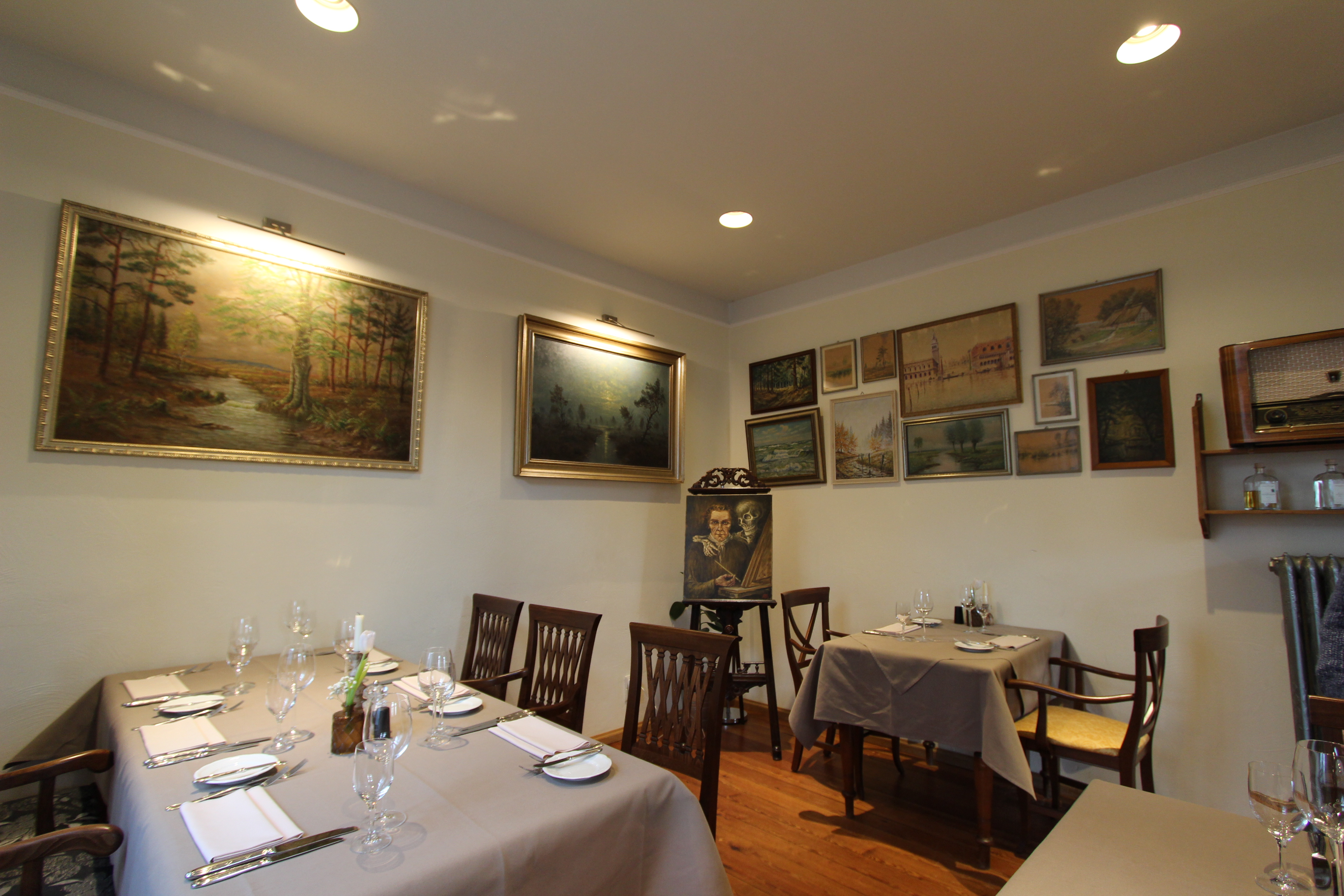
Die Oehlschläger Stube im Hotel Peters, Wingst
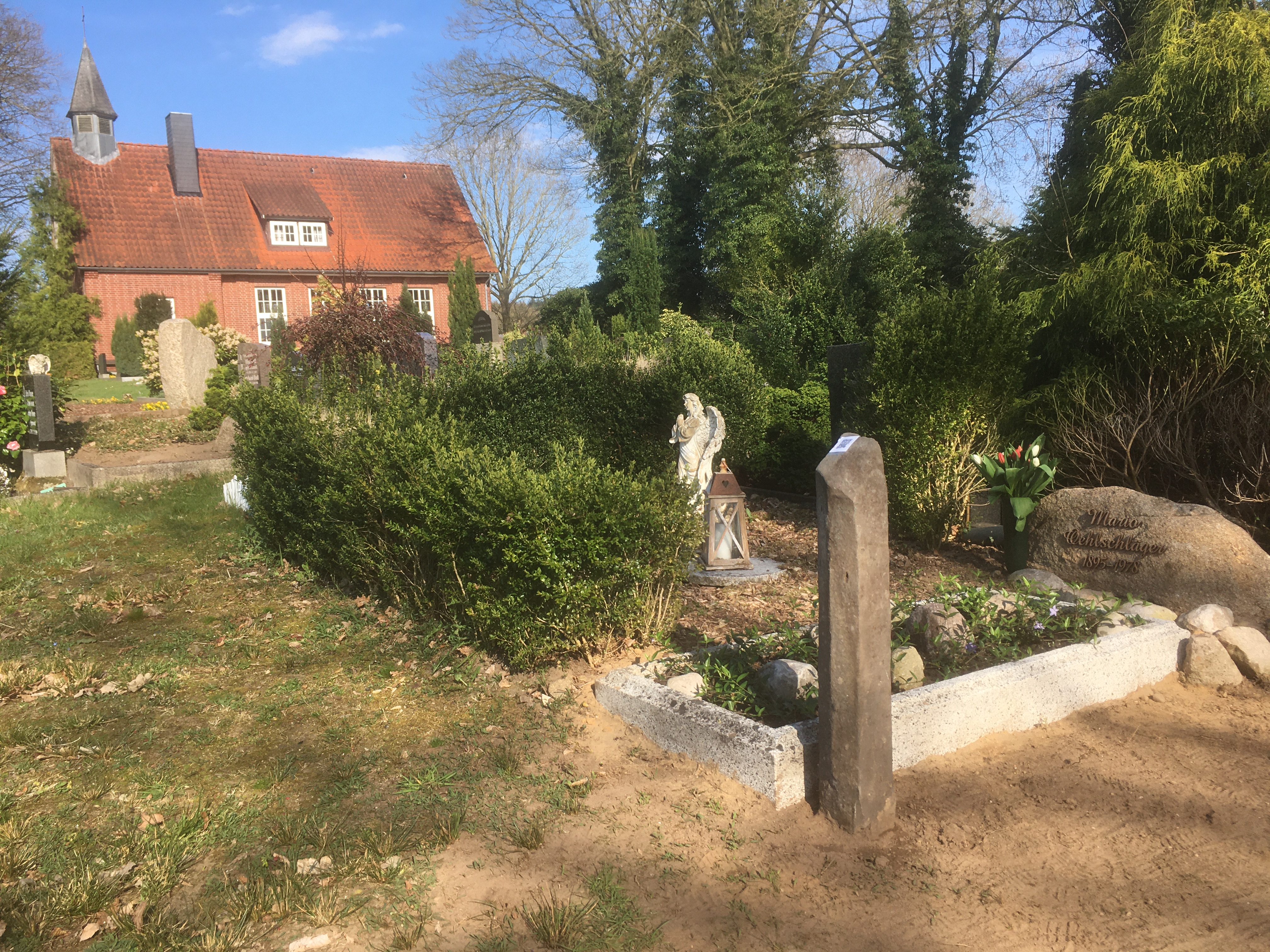
Grab von Mario Oehlschläger mit dem Bugenhagenhaus im Hintergrund.